# Kåge
För andra betydelser, se Kåge (olika betydelser).
Kåge är en tätort i Kågedalens distrikt i Skellefteå kommun i norra Västerbotten. Den ligger 13 kilometer norr om Skellefteå tätort, vid Bottenvikskusten och  Europaväg 4.

## Historia
Kåge (Storkåge) är känt sedan 1505, då änkan Gunborg från Stockholm sålde det till prosten herr Andreas i Skellefteå. Herr Andreas hade ett frillobarn, Malin, som ärkebiskop Jacob Ulfsson 1507 lät förklara äkta, varigenom hon fick arvsrätten till Kåge. Hon var gift med Anders Jacobsson från Bureätten, och Kåge blev sålunda deras arvejord. En av deras döttrar Anna Bure gifte sig med kyrkoherden Andreas Olai i Skellefteå, och blev mormor till Johannes Bureus. 1543 fanns 11 hemman i Kåge. Byamännen hade dels gemensamt fiskerätt, dels hade Herr Andreas barnbarn eget fiskevatten.
I mitten av 1600-talet fanns planer på att anlägga en stad vid Storkåge. Karl XI, utfärdade också privilegier till den nya staden, som skulle heta Hedvigstad. Planerna ändrades, och istället återuppbyggdes Piteå, ca sju mil längre norrut, som nästan helt brunnit ner något år tidigare. På 1830-talet kom frågan upp på nytt. Lantmätaren Johan Håkansson förordnades att verkställa syn och att rita en karta över området Öhn i Kåge, daterad juli 1841. Kåge ansågs ha en bra hamn, men prosten Nils Nordlander i Skellefteå argumenterade istället att medelpunkten skulle ligga vid kyrkan, och föreslog istället Norrböle by som plats för den nya staden. Länsstyrelsen instämde och Skellefteå blev istället ny stad 1845.
26 november 1937 inrättades Kåge som municipalsamhälle i Skellefteå landskommun. Municipalsamhället upplöstes 1964 och landskommunen tog åter hand om de ärenden som municipalsamhället hade rätt att besluta om. Sedan 1967, då Skellefteå landskommun uppgick i Skellefteå stad (sedermera Skellefteå kommun), har Kåge legat i Skellefteå kommun.

### Befolkningsutveckling
| Befolkningsutvecklingen i Kåge 1960–2020 | Befolkningsutvecklingen i Kåge 1960–2020 | Befolkningsutvecklingen i Kåge 1960–2020 | Befolkningsutvecklingen i Kåge 1960–2020 | Befolkningsutvecklingen i Kåge 1960–2020 |
| ---------------------------------------- | ---------------------------------------- | ---------------------------------------- | ---------------------------------------- | ---------------------------------------- |
|                                          |                                          |                                          |                                          |                                          |
| År                                       |                                          |                                          | Folkmängd                                | Areal (ha)                               |
| 1960                                     | 1960                                     |                                          | 766                                      |                                          |
| 1965                                     | 1965                                     |                                          | 890                                      |                                          |
| 1970                                     | 1970                                     |                                          | 1 232                                    |                                          |
| 1975                                     | 1975                                     |                                          | 1 492                                    |                                          |
| 1980                                     | 1980                                     |                                          | 1 640                                    |                                          |
| 1990                                     | 1990                                     |                                          | 2 113                                    | 230                                      |
| 1995                                     | 1995                                     |                                          | 2 250                                    | 246                                      |
| 2000                                     | 2000                                     |                                          | 2 265                                    | 249                                      |
| 2005                                     | 2005                                     |                                          | 2 205                                    | 249                                      |
| 2010                                     | 2010                                     |                                          | 2 248                                    | 247                                      |
| 2015                                     | 2015                                     |                                          | 2 376                                    | 271                                      |
| 2020                                     | 2020                                     |                                          | 2 271                                    | 272                                      |
|                                          |                                          |                                          |                                          |                                          |

## Samhället

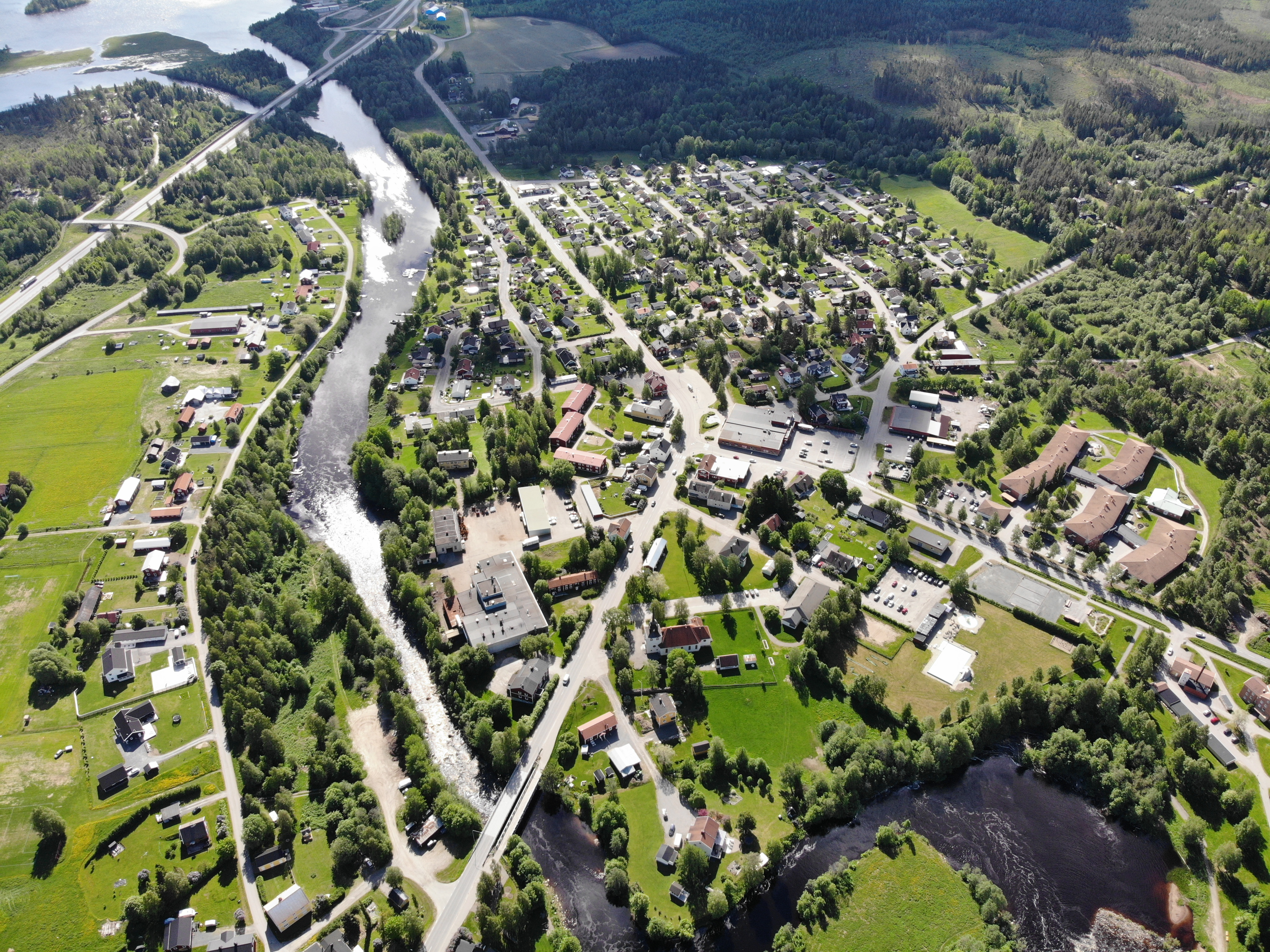
Flygbild över centrala Kåge, 2019.

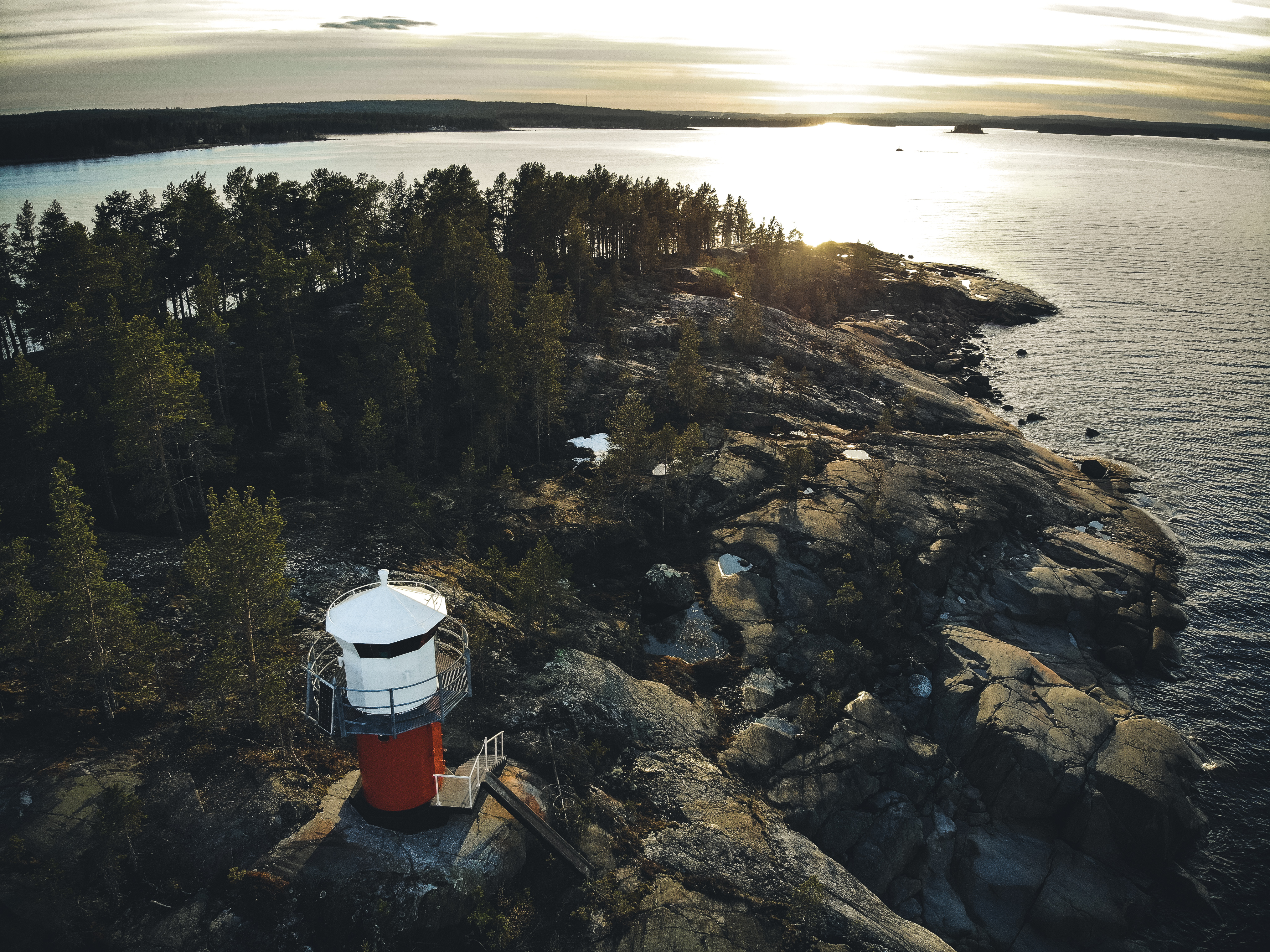
Ön Bergskäret vid inloppet till Kågefjärden, 2019.

I Kåge finns bland annat en livsmedelsbutik, en bensinstation, apotek, pizzeria, gym, vårdcentral, folktandvård och grundskola (Kågeskolan). 
Kågebadet är ortens tempererade utomhusbad. Det finns även en skatepark.
Kåge kyrka i Kåge började uppföras vårvintern 1924 och stod klar vid årsskiftet 1925–1926. 
Invid E4:n ligger Kåge småbåtshamn där Kåge båtklubb har sin anläggning. Klubbstugan har tidigare varit färjeterminal för färjor till Finland. På området ligger även det nedlagda surströmmingsalteriet för Prima Kåge-Surströmming som var i gång fram till 1960-talet.

## Näringsliv

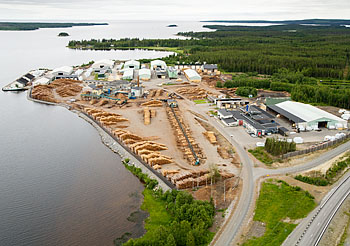
Kåge såg.

Stora arbetsgivare är bland annat Norra Skogsägarna (Kågesågen), Skellefteå kommun, Kåge Gjutmek, Nordtek och PTC Plastcisterner, men närheten till Skellefteå gör att pendling är mycket vanligt.
Vid Kågesågen ligger Kåge hamn som drivs av Skellefteå kommun. Den är dock i dagsläget stängd för trafik.

### Repslageri
I Kåge inom synhåll från E4 finns ett av Sveriges få bevarade repslagerier. Repslageriet startades i slutet av 1874 och flyttades till nuvarande plats 1928. Repslagarbanan, i en byggnad som är 110 m lång, är fullständigt bevarad med inredning, verktyg och maskiner. Den var i drift till 50-talet men är fortfarande fullt driftsduglig. Repslageriet är sedan 1991 k-märkt och ägs av Skellefteå museum.